# نظم التأكيد المستقلة
نظم التأكيد المستقلة (IV) أو نظم التأكيد المزدوج المستقلة (IDV) هي ماكينات اقتراع تنتج سجلي اقتراع مستقلين على الأقل يمكن مراجعتهما بحيث يستخدم السجل الثاني في مراجعة السجل الأول. وليكون النظام «مستقلاً» يجب أن يكون أحد السجلين على الأقل قابلاً للتعديل من خلال ماكينة الاقتراع وأن يمكن للمصوت أن يتثبت منه مباشرةً. ويجب أن تسمح تلك الأنظمة بمقارنة العديد من السجلات.
يكمن الهدف من أنظمة التأكيد المستقلة في زيادة التأمين والحفاظ على نزاهة مجموع التصويت. فالنظرية أن أي فساد يحدث يستتبع فساد سجلين منفصلين لا يرصدهما المراجع.
يمكن أن تضم أنظمة التأكيد المستقلة بعض أنظمة سجل مراجعة ورق إثبات المصوت (VVPAT) وأنظمة اقتراع قابلة للمراجعة من النهاية إلى النهاية وأنظمة شهادة وبعض أنظمة الاقتراع بالمسح البصري.